# パイド・パイパー・ハウス
座標: 北緯35度39分45秒 東経139度42分42秒 / 北緯35.662470度 東経139.711548度
パイド・パイパー・ハウス (Pied Piper House) は、かつて東京都港区南青山の通称「骨董通り」にあった、おもに輸入レコードを扱っていたレコード店。1975年11月に開店し、1989年6月に閉店した。その後は、しばしば「伝説」的な存在として言及されるようになった。

## 沿革
模索舎に関わりのあった岩永正敏、小林健らを中心に「新しい音楽空間」を構想する中で、レコード店の運営が企画され、1975年10月に岩永を代表取締役として有限会社パイド・パイパー・ハウスが設立され、木造モルタルの建物を改装した店舗が11月15日に開店した。鈴木康司が看板の制作や紙袋のイラストなどを手がけた。店内には喫茶コーナーも設けられており、ミュージシャンをはじめ音楽関係者が数多く常連として出入りしていた。
1976年1月に、長門三恵子がスタッフに加わり、次いで1977年12月に三恵子の夫で、シュガー・ベイブやティン・パン・アレーのマネージャーを経験していた長門芳郎が、スタッフに加わった。1978年以降、岩永が健康を損ね、また、他の事業に注力するようになると、長門が店長として、店の特徴を明確にしていった。
1981年には、常連客のひとりであった田中康夫の『なんとなくクリスタル』の作中で言及されたことから、多数の客が店に訪れる一時的なブームが起きた。また、村上春樹の1983年の短編小説「雨やどり」にもパイド・パイパー・ハウスが登場する。
1980年代には、タワーレコードやWAVEなどの大手輸入レコード店の登場や、競争相手の増加などによって、品揃えの特化が進み、ウェストコースト・ロック、AOR、ニューオリンズ系、オールディーズに強いといった評判を得ていた。もともと岩永が主導していた時期から、パイド・パイパー・ハウスはレコード販売のほか、海外のアーティストの公演などにも関わっていたが、長門が主導していた時期にもドクター・ジョンの初来日を実現させている。また、青山学院大学の学生時代から常連客だった小西康陽のピチカート・ファイヴなど、日本のアーティストのプロモーションにも関与していた。
1989年春に、輸入レコード店の競争の激化を受け、パイド・パイパー・ハウスは閉店を決め、在庫一掃セールを行った上で6月29日に閉店した。7月18日には六本木ピットインで、関係者の「フェアウェル・パーティ」が開催された。
2016年7月15日、タワーレコード渋谷店5Fの特設コーナーに「PIED PIPER HOUSE in TOWER RECORDS SHIBUYA」として期間限定にて復活オープン。当初は約半年間の予定だったが、オープン後の好評を受け2017年1月12日、さらに半年間の営業期間延長が決定した。6月20日、期限を決めずに当分の間ということで、さらに営業期間の延長が発表された。
かつて店舗があった南青山5丁目10-6の跡地には、1993年にオフィスビルのテラアシオス表参道が建設された。

## 関連作品
| タイトル                                                                   | リリース日    | レーベル                             | フォーマット | 規格品番   | 備考 |
| -------------------------------------------------------------------------- | ------------- | ------------------------------------ | ------------ | ---------- | --- |
| ベスト・オブ・パイド・パイパー・デイズ Best Of Pied Piper Days             | 2016年7月13日 | Sony Music Japan International(SMJI) | Blu-spec CD2 | SICP 30935 | 『パイド・パイパー・デイズ』シリーズでリリースした作品を中心に、一部初CD化の楽曲を含めてコンパイルされた、シリーズ初のベスト・アルバム。監修・解説：長門芳郎。寄稿：大貫妙子、片寄明人。 |
| ベスト・オブ・パイド・パイパー・デイズ Best Of Pied Piper Days             | 2017年1月25日 | Sony Music Japan International(SMJI) | LPレコード   | SIJP 42    | 同タイトルCDのアナログ盤。計16曲収録。完全生産限定盤。 |
| ベスト・オブ・パイド・パイパー・デイズ Vol.2 Best Of Pied Piper Days Vol.2 | 2017年1月25日 | Sony Music Japan International(SMJI) | Blu-spec CD2 | SICP 31038 | 『バイド・パイパー・デイズ』シリーズのベスト・アルバム第二弾。監修・解説：長門芳郎。寄稿：EPO、カジヒデキ。                                                                              |

※『バイド・パイパー・デイズ』シリーズとは、長門芳郎監修によるCD再発企画シリーズのこと。